# Celestyn II
Celestyn II, łac. Coelestinus II, właśc. Guido di Castello CanReg (ur. w Città di Castello, zm. 8 marca 1144) – papież od 26 września 1143 do 8 marca 1144.

## Życiorys
Urodzony w Città di Castello jako Gwidon z Città di Castello, studiował filozofię u Piotra Abelarda. Uzyskał tytuł magistra i uchodził za wybitnego znawcę prawa kanonicznego. W 1114 był kanonikiem regularnym kongregacji św. Frygidiana przy katedrze S. Florido w rodzinnym mieście. Papież Honoriusz II mianował go kardynałem diakonem S. Maria in Via Lata. Data tej nominacji nie jest znana, prawdopodobnie jednak miała miejsce pod koniec pontyfikatu Honoriusza II, gdyż Guido nie występuje w żadnych wystawionych przez tego papieża dokumentach, a jeszcze w 1127 kardynałem diakonem S. Maria in Via Lata był Piotr.
W okresie tzw. schizmy Anakleta II wspierał papieża Innocentego II i działał jako jego legat w Nadrenii (1131–1132). Między 3 kwietnia 1130 a 21 grudnia 1133 podpisywał bulle papieskie jako diakon S. Maria in Via Lata, jednak w grudniu 1133 został promowany do rangi prezbitera S. Marci i między 11 stycznia 1134 a 16 maja 1143 podpisywał bulle jako S.R.E. indignus sacerdos. W 1137 był członkiem komisji kardynalskiej badającej legalność wyboru opata Rainaldo z Monte Cassino oraz uczestniczył w rozmowach z kardynałami z obediencji Anakleta II w Salerno (listopad 1137). W 1139 działał jako legat Innocentego II w Lombardii. Był już człowiekiem w podeszłym wieku, kiedy 26 września 1143 został wybrany jako następca Innocentego II, w czasie rozruchów w Rzymie.
Przyjął imię Celestyn II i w dniu 3 października 1143 otrzymał sakrę biskupią z rąk kardynała-biskupa Ostii Alberyka. W czasie krótkiego, półrocznego pontyfikatu nie zdołał opanować sytuacji w Rzymie, gdzie krótko przed śmiercią Innocentego II powstała komuna miejska przeciwna świeckiej władzy papieża, został również zmuszony do uznania króla Sycylii Rogera II. Papież cofnął nałożony interdykt na Francję i doszedł do porozumienia z królem Ludwikiem VII.